# Єсаулов Євген Валерійович
Євген Валерійович Єсаулов (1 липня 1977, м. Мінськ, СРСР) — білоруський хокеїст, лівий нападник. Майстер спорту міжнародного класу. 
Вихованець хокейної школи «Юність» (м. Мінськ). Виступав за «Німан» (Гродно), «Спартак» (Москва), «Тівалі» (Мінськ), «Юність» (Мінськ), «Керамін» (Мінськ), ХК «Гомель», «Компаньйон-Нафтогаз» (Київ).
У складі національної збірної Білорусі провів 50 матчів (7+11); учасник чемпіонатів світу 2003, 2004 (дивізіон I) і 2006. У складі молодіжної збірної Білорусі учасник чемпіонатів світу 1996 (група C) і 1997 (група C). У складі юніорської збірної Білорусі учасник чемпіонату Європи 1995. 
Досягнення
- Чемпіон СЄХЛ (1996), срібний призер (1998, 1999, 2004)
- Фіналіст Кубка СЄХЛ (1998, 1999)
- Чемпіон Білорусі (1998, 2000), бронзовий призер (1997, 2004, 2010)
- Володар Кубка Білорусі (2004-травень), фіналіст (2002, 2004-серпень).